# Rodriguesfody
Rodriguesfody (Foudia flavicans) är en fågel i familjen vävare inom ordningen tättingar.

## Utseende och läten
Rodriguesfodyn är en liten (12–13 cm), skogslevande vävare. Den är gul på huvud, hals och bröst, i främre delen av ansiktet orangefärgad. Ovansidan är mörkbrun med beigefärgad streckning. Bland lätena hörs snabba "chip chip" och djupare "chuk chuk", medan sången från båda könen är melodisk och kraftfull.

## Utbredning och status
Fågeln är endemisk för ön Rodrigues i östra Maskarenerna. Den är mycket fåtalig och med ett begränsat utbredningsområde. Fram tills nyligen behandlades den som sårbar av IUCN, men listas nu som nära hotad efter data som visar att populationen är större än man tidigare trott och att den ökar i antal. Världspopulationen uppskattas till mellan 2600 och 5300 vuxna individer.